# Omanfyri Klivsdal
Omanfyri Klivsdal è una montagna alta 747 metri sul mare situata sull'isola di Borðoy, sesta isola per grandezza dell'arcipelago delle Isole Fær Øer, in Danimarca.
È la trentunesima montagna, per altezza, dell'intero arcipelago, e la terza, sempre per altezza, dell'isola.
Sulla mappa è indicata solo l'altitudine, non il nome della cima.

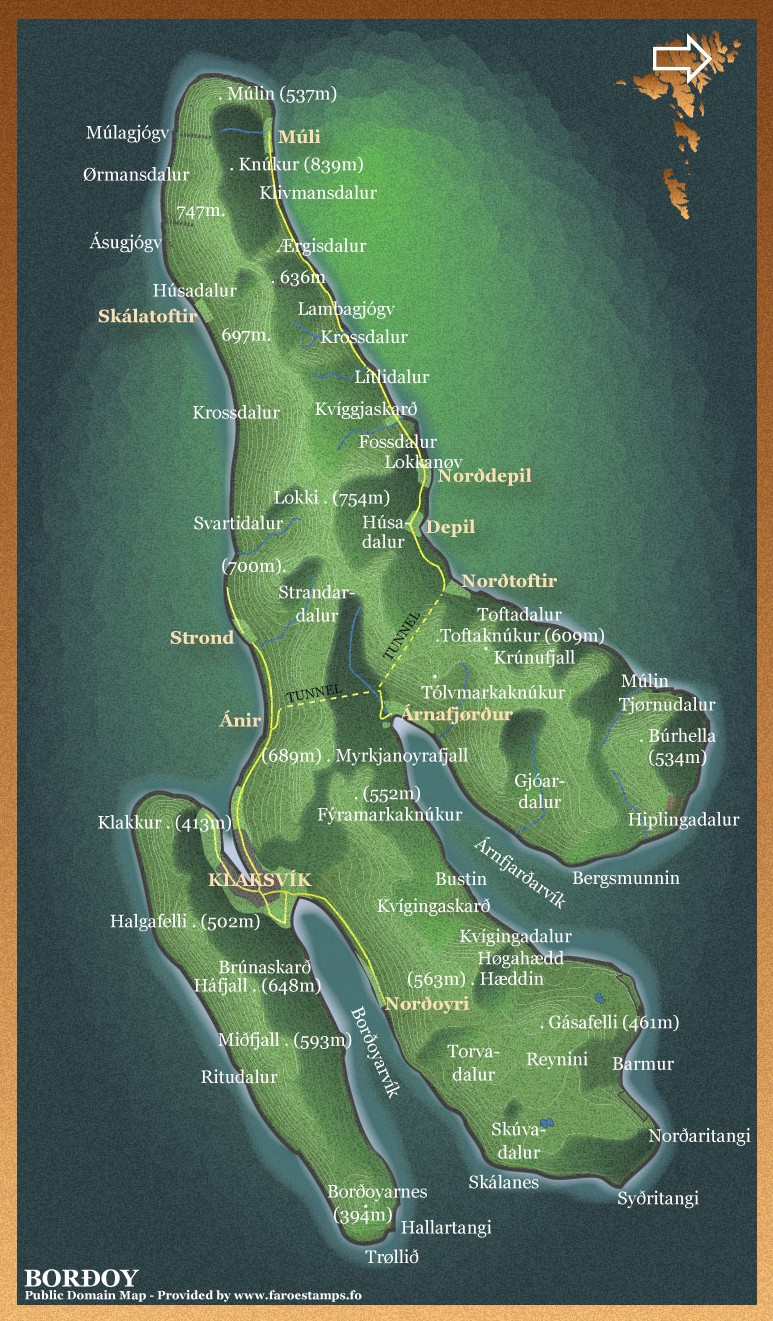
Isola di Borðoy, mappa delle località e delle alture